# Le a fejjel!
A Le a fejjel! 2005-ben bemutatott magyar filmvígjáték, melynek rendezője és vágója Tímár Péter. A forgatókönyvet Szekér András írta, zenéjét Závodi Gábor szerezte. A főbb szerepekben Gálvölgyi János, Hernádi Judit, Bajor Imre és Garas Dezső látható. 
Az eredetileg háromrészes tévéfilm-sorozatnak tervezett művet Fóton forgatták, a Mafilm középkori díszletei között. A kosztümös film költségvetése egyes források szerint 160 millió forint volt.
2005. március 3-án mutatták be a mozikban, népszerűtlen fogadtatás mellett. A kritikák és a nézők elsősorban az unalmasnak, bárgyúnak és mesterkéltnek tűnő humorát bírálták.[forrás?] Ennek ellenére a bemutató hétvégéjén a budapesti mozikban a második legnézettebb film lett, 18 200 nézővel.

## Cselekmény
A történet egy alternatív valóságban játszódik, ahol még tart a középkor. A főszereplő a kisember: a főpohárnok. Életcélja az, hogy a király lovaggá üsse. Az egyik fia, Estván hóhériskolás, és rendszeresen anatómiai vizsgálatokat végez a családtagjain, hóhérfogásokat gyakorol rajtuk, de nem kíméli a járókelőket sem. Az apa rossz szemmel nézi ezeket a gyakorlatokat. A másik fia, Péter feltaláló, és fel akarja találni a repülőgépet. A repülésekhez folyamatosan keresi az alanyokat. Egyetlen lánya, Cifka boszorkány akar lenni, mint a nagymamája, de ehhez három napon belül el kell vesztenie a szüzességét. Ennek csak egy akadálya van: egy vaskos erényöv, amit az apja szerelt fel rá, és csak fűrésszel lehet eltávolítani.
A pohárnok felesége, Kata gyerekesen rajong a sztárhóhérért. Lothár a második legismertebb ember az országban, Estván példaképe. Katának szerencséje van: Lothár udvarol neki és apró ajándékokkal is elhalmozza. Még férje előtt is titkolja, hogy házuk üres szobáit idegeneknek adja ki. Ha kiderülne, tőből levágnák a jobb karját. Szereti a szép ruhákat és csak a szórakozásnak él.
A királynak üldözési mániája van. Amikor az asztrológusa megjósolja, hogy merénylet készül ellene, pánikba esik és koldusnak öltözve éppen a főpohárnok házában húzza meg magát. Valóban készül ellene merénylet, csakhogy a bérgyilkost az asztrológus bérelte fel, ezért tudja, hogy hol van. A királyné is álruhát ölt: jósnőként hagyja el a palotát. A király álruhájáról elvben nem tud a pohárnok, de a jós megmondja neki.
A pohárnok házában néhány nap alatt megfordulnak a fenti furcsa figurák. A helyzetet a boszorkány nagymama, Anaszta súlyosbítja, aki rendet akar teremteni, de ettől még rosszabb lesz minden. Férjét véletlenül csótánnyá változtatta, de nem tudja az ellenszert, ezért skatulyában hordja magával.
Nagy a bonyodalom és mindenki csak egy dolgot akar: túlélni.

## Szereplők
- Gálvölgyi János – pohárnok
- Hernádi Judit – Kata, a pohárnok felesége
- Rada Bálint és Széll Attila – Estván és Péter, a pohárnok fiai
- Csonka Szilvia – Cifka, a pohárnok lánya
- Murányi Tünde – Anaszta nagymama, boszorkány
- Bajor Imre – király, koldus
- Fullajtár Andrea – királynő, jósnő
- Garas Dezső – asztrológus
- Kamarás Iván – bérgyilkos
- Dolák-Saly Róbert – méregkeverő, nagypapa
- Gyuriska János – mutatványos
- Szarvas József – szökött rab
- Méhes László – porondmester
- Ganxsta Zolee – Lothár, a hóhér

## Nézettség
A nézettségi adatok szerint 154 000 jegyet adtak el rá.